# Don Gardner
Donald Gardner, conosciuto con il diminutivo Don (30 agosto 1955), è un ex calciatore giamaicano, di ruolo attaccante.

## Biografia
Nato in Giamaica, appena nato si trasferì con la famiglia a Birmingham, ad Edgbaston, per poi tornare quasi immediatamente in patria, restandoci per un anno e mezzo fino al ritorno in Inghilterra.
Lasciato il calcio giocato è divenuto un imprenditore a Birmingham.

## Caratteristiche tecniche
Era un'ala veloce che prediligeva collaborare con l'attaccante di riferimento, trovando particolare sintonia con il suo compagno di squadra al Wolverhampton ed al Portland Timbers Peter Withe.

## Carriera
Si formò in alcune squadre locali di Birmingham, venendo notato da varie squadre, tra le quali la spuntò il Wolverhampton che lo ingaggiò. Ha esordito con i Wolves il 31 marzo 1975 nella vittoria casalinga dei suoi contro il Luton Town per 5-2, subentrando a Steve Kindon. Con i Wolves giocò altri due incontri, ottenendo con i suoi il dodicesimo posto nella First Division 1974-1975. Gardner è ricordato come il primo giocatore di colore a venire impiegato in una competizione ufficiale dai Wolves.
Nell'estate 1975 fa parte del nucleo dei giocatori del Wolves, formato da Peter Withe, Barry Powell, Jimmy Kelly e Chris Dangerfield, che andarono a rinforzare la neonata franchigia NASL dei Portland Timbers, affidati al gallese Vic Crowe, che con il suo assistente Leo Crowther costruì una rosa prettamente britannica. La squadra nel massimo campionato nordamericano si impose nella Western Division e nei playoff raggiunse la finale, nella quale non fu impiegato, persa contro i T.B. Rowdies.
Nella stagione 1977 è in forza ai Connecticut Bicentennials, sempre nella NASL, con cui non riesce a superare la fase a gironi.
L'esperienza nordamericana per Gardner si rivelerà fatale per il proseguimento della sua carriera perché, a quanto afferma, i campi di gioco in erba sintetica degli stadi americani gli causeranno numerosi infortuni che lo costringeranno ad un precoce ritiro dall'attività agonistica.